# Aromatase

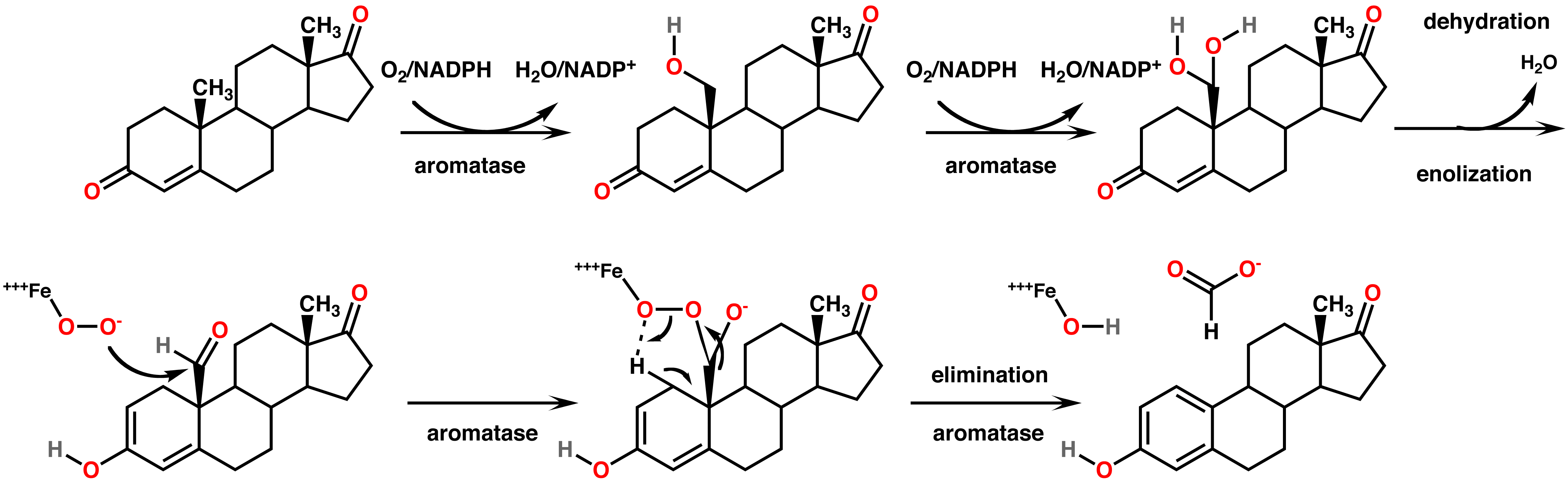
Katalytische werking van aromatase, in dit geval de omzetting van androsteendion in oestron. De methylgroep wordt eerst geoxideerd en vervolgens afgesplitst

Aromatase, oestrogeensynthetase of oestrogeensynthase, is een enzym dat verantwoordelijk is voor een belangrijke stap in de biosynthese van oestrogenen. Het is een lid van de cytochroom P450 superfamilie (EC 1.14.14.1), een groep mono-oxygenases die stappen in de synthese van vele steroides katalyseren. Aromatase is met name verantwoordelijk voor het omvormen van androgenen in oestrogenen door het vormen van een benzeenring. Het aromatase enzym kan worden gevonden in veel weefsels waaronder gonaden, hersenen, vetweefsel, placenta, bloedvaten, huid en botten, en in baarmoederslijmvlies, vleesbomen, borstkanker en baarmoederkanker.
Aromatase is ook een belangrijke factor in de seksuele ontwikkeling. Wanneer de foetus, niet in staat is om foetale androgenen in oestrogenen om te zetten, leidt dat tot de ophoping van mannelijke hormonen en de vermannelijking van meisjes. Dit verschijnsel kan ook in de puberteit of tijdens de volwassenheid optreden.